# Lydia Zimmermann
Lydia Martina Zimmermann Kuoni (Barcelona, 30 de desembre de 1966) és una actriu, directora i editora de cinema, empresària, autora, activista, cinematogràfica i acadèmica espanyola.

## Biografia
Lydia Zimmermann és filla dels suïssos Yves Zimmermann, dissenyador gràfic, i Bignia Silvia Zimmermann-Kuoni, antropòloga i dissenyadora tèxtil. Els seus pares es van conèixer als Estats Units i es van traslladar a Espanya. També va viure a Austràlia, Canadà, Haití, Suïssa i els Estats Units. El 2012, Zimmermann estava treballant en un guió d'una pel·lícula que tenia previst començar a rodar al Canadà el 2012. La seva parella és Isaac Pierre Marcel Racine, també cineasta, qui va rodar el 1998 Remedios de Cuba: Scuba Drive en la que ella va traballar com a editora, i al curtmetratge del 2014 Troya va treballar com a productora executiva i assessora del director. El seu fill, Nilo Mur, també és cineasta, i també va actuar, juntament amb Racine, i va produir el seu curtmetratge de 2007 Forse Domani.
A més, Zimmermann imparteix classes a l'European Film Actor School, al Departament de Comunicació de la Universitat Pompeu Fabra com a professor associat que ofereix cursos de direcció i guionisme i presentant els treballs durant conferències celebrades a l'Escola Superior de Cinema i Audiovisuals de Catalunya, així com al Ciné Institute a Jacmel, Haití. És una de les fundadores de la companyia de producció de cinema amb seu a Zuric Artisan Films GmbH i forma part del consell d'administració del Ramuni Paniker Trust, un grup de Barcelona que té com a objectiu proporcionar suport econòmic a joves amb talent i encara subcontractats a Kerala. Ha estudiat amb Jonathan Demme, Lindsay Kemp, i Cesc Gelabert, ha dirigit amb Sergi Belbel Després de la pluja i una adaptació a l'escenari de la pel·lícula de Sergio Cabrera La estrategia del caracol pel grup de teatra Comicastros, i ha acabat un M.A l'Escola Superior d'Arts de Zuric.

## Treball
Zimmermann és probablement més conegut pel seu debut en la direcció Aro Tolbukhin, dins la ment de l'assassí (2002), codirigida amb Agustí Villaronga i Isaac Pierre Marcel Racine, en la que també va tenir un cameo no acreditat, i per la qual va aparèixer, juntament amb Racine i Villaronga, a Versión española, dirigida per Félix Piñuela i retransmesa per Televisió Espanyola, l'1 d'abril de 2005 i a Sala 33, dirigida per Àlex Gorina i Macià i retransmesa per TV3, el 18 de desembre de 2010. També ha exercit, entre d'altres activitats, el cuidador de la pel·lícula d'Agustí Villaronga El niño de la luna) (1989), el seu debut com a actriu, així com els papers d'una planyívola a la adaptació cinematogràfica d'Antoni Aloy de la novel·la de Henry James The Turn of the Screw (1898) titulada Presence of Mind, mare del curtmetratge de Gemma Ventura del 2009 sobre Carl Jung The Jung Files i una vegada més a la pel·lícula Elisa K del 2010, dirigida per Jordi Cadena i Casanovas i Judith Colell en la qual figura entre els reconeixements, i d'Ana de Pombo a la sèrie de televisió d'Agustí Villaronga de 2013, Carta a Eva emesa per La 1. Va aparèixer el 27 de novembre de 2014 al programa Àrtic de Betevé. Va codirigir amb Agustí Villaronga el documental televisiu Fe retrasmés per RTVE com a part de la sèrie 50 años de el 10 de desembre de 2009, i va treballar com a operadora de càmara durant la producció de la pel·lícula de Mariano Barroso Mi hermano del alma (1994) i Barcelona, abans que el temps ho esborri (2011) dirigida per Mireia Ros.
El videoart de Zimmermann, que tracta temes que van de la pel·lícula Andrei Rublev d'Andrei Tarkovsky, de 1966, la encarnació de Maria de Blanca Portillo durant una adaptació escènica de la novel·la The Testament of Mary (2012) de Colm Tóibín dirigida per Agustí Villaronga, el Cercle Artístic de Sant Lluc, i el dissenyador de moda Jesús del Pozo a lel quadre de Théodore Géricault El rai de la Medusa (1818-1819), així com la seva altra obra, un homenatge de 2012 a Maria Mercè Marçal titulada Ferida arrel: Maria-Mercè Marçal i les persones d'Elisabeth Kübler-Ross i Robert Capa, amb el suport del Consell Nacional de la Cultura i de les Arts i de Banc Sabadell, ha aparegut al Centre d'Art Santa Mònica i al Cercle Artístic de Sant Lluc. RAI i TV3 es van emetre dues pel·lícules de televisió dirigides per ella, La dona de gel (2003) i Perfecta pell (2005), i també ha escrit un guió basat en la col·lecció de relats breus de Paul Auster The Red Notebook titulada Correspondència. També va participar en el reconeixement a la pel·lícula Volverás d'Antonio Chavarrías.

## Reconeixements
A l'abril de 2003, Zimmermann, juntament amb Villaronga i Racine, van guanyar el Premi Ariel a millor guion original i van ser nominada al premi Ariel al millor director als premis per Aro Tolbukhin, dins la ment de l'assassí (2002). El gener de 2011 fou nominada al Gaudí a la millor actriu secundària pel seu paper a Elisa K (2010), i, el setembre de 2002, fou nominada a la Conquilla d'Or a la millor pel·lícula al Festival Internacional de Cinema de Sant Sebastià per Aro Tolbukhin, dins la ment de l'assassí (2002). El seu curtmetratge de 1995 titulat Wake també va guanyar el premi al millor director al Festival de Curtmetratges de St Kilda i el premi a la millor pel·lícula al Zinebi i una menció especial al Premi del Jurat del Festival de Cinema de Girona.